# Веслачки клуб Данубијус 1885
ВК Данубијус 1885 је српски веслачки клуб из Новог Сада, Србија. Клуб је основан 1885. године и то је најстарији веслачки клуб на простору бивше Југославије.

## Историја
Веслачки клуб Данубијус основан је 28. марта 1885. године у Новом Саду, а први председник клуба је био Виктор Менрат. У складу са правилима клуба био је од оснивања отворен свим националностима које су живеле на територији Новог Сада и Петроварадина. Прва пробна вожња је одржана 10. маја 1885. када су у шестерцу „Штефанија“ на воду изашли Виторшек, Савин, Менрат, Мелхук, Бала и Франк са кормиларем Карл Мајером.
Веслачи Данубијуса учествују на регатама у Сегедину 1910, у Осијеку 1912. и заузимају друго, одн. прво место у четверцима са кормиларом. На регионалној регати у Вуковару 1922. Данубијус осваја прво место. 1925. је организатор првенства Југославије и осваја прво место у двојцу без кормилара, а 1926. прво место у двојцу и четверцу без кормилара. На свим наредним регатама и првенствима, веслачи Данубијуса постижу запажене резултате. Нарочито се истичу четверац са кормиларом (Јурнић, Самарџија, Петровић, Туршић и кормилар Закатија, од којих су прва тројица погинула у НОР). Након завршетак Другог светског рата, клуб своју активност још успешније, омасовљује се и наступа на свим регатама које се одвијају у земљи. Веслачи дубл скула су први на првенству Југославије 1959, 1960, 1970-1974; у скифу освајају прво место на првенству Југославије 1962. и 1974;  четверац без кормилара је први 1972. и 1974, а четверац скул 1974. Женски четверац је био првак Југославије 1954. и учесник Европског првенства у Амстердаму исте године где осваја 5. место.